# MBC 뉴스데스크 광주·전남
《MBC 뉴스데스크 광주·전남》은 광주MBC TV에서 매주 월요일부터 목요일 오후 8시 30분, 금요일, 일요일 오후 8시 10분, 토요일 오후 8시 15분에 방송 중인 광주 지역 메인 뉴스 프로그램이다.

## 개요
광주MBC 뉴스데스크로 읽는다.

## 앵커

### 평일
| 대수 | 진행자 | 진행자 | 진행 기간                       | 비고  |
| 대수 | 남성   | 여성   | 진행 기간                       | 비고  |
| ---- | ------ | ------ | ------------------------------- | ----- |
| 1대  | 빈칸   | 장유진 | 일자 미상 ~ 2024년 6월 28일     | [ 1 ] |
| 2대  | 빈칸   | 양세원 | 2024년 7월 1일 ~ 2025년 3월 7일 | [ 3 ] |
| 3대  | 이승철 | 빈칸   | 2025년 3월 10일 ~ 현재          | [ 4 ] |
| 4대  | 이승철 | 노소정 | 2025년 3월 31일 ~ 현재          | [ 5 ] |

### 주말
| 대수 | 진행자 | 진행자 | 진행 기간        | 비고 |
| 대수 | 남성   | 여성   | 진행 기간        | 비고 |
| ---- | ------ | ------ | ---------------- | ---- |
| 1대  | 송정근 | 홍진선 | 일자 미상 ~ 현재 |      |

## 한국 수어

### 평일
- 공미현
- 김지애

### 주말
- 임성야

## 경쟁 프로그램
- KBS 뉴스 9 광주·전남 (KBS 광주 1TV)
- kbc 8 뉴스 (kbc TV)